# Salif Keita (cầu thủ bóng đá Sénégal)
Salif Keïta (sinh ngày 19 tháng 10 năm 1975 ở Dakar) là một cầu thủ bóng đá người Sénégal hiện tại thi đấu cho AS Douanes.